# فرانک ساندرز
فرانک ساندرز (به انگلیسی: Frank Saunders) بازیکن فوتبال زادهٔ ۲۶ اوت ۱۸۶۴ اهل کشور انگلستان بود که سابقهٔ بازی در تیم ملی فوتبال انگلستان را در کارنامهٔ خود دارد. وی در تاریخ ۴ فوریه ۱۸۸۸ تنها بازی ملی خود را در مقابل تیم ملی فوتبال ولز انجام داد.